# Harlan Anderson
Pour les articles homonymes, voir Anderson.
Harlan Anderson, né le 15 octobre 1929 à Freeport et mort le 30 janvier 2019 à New Canaan, est un ingénieur et entrepreneur américain, cofondateur de la Digital Equipment Corporation (DEC), membre du laboratoire Lincoln au Massachusetts Institute of Technology (MIT) et directeur de la technologie pour Time, Inc.

## Biographie
Harlan Anderson est né à Freeport, dans l'Illinois. Il assiste à l'université de l'Illinois, d'où il décroche une licence (1951) et un mastère (1952) en physique. 
Il épouse Lois Jean Kahl, en 1950. À la suite de leur obtention de degré, Harlan Anderson et sa femme rejoignent le Lincoln Laboratory du MIT. Après cinq ans, il quitte l'Institut et cofonde l'entreprise Digital Equipment Corporation avec Ken Olsen qu'il quitte en 1966. 
À la fin des années 60, il occupe le poste de directeur de la technologie chez Time, Inc.
Il est membre du comité du Collège d'ingénieurs de l'université de l'Illinois et administrateur de l'Orchestre symphonique de Boston pendant 12 ans. En 1966 il devient président de la Eastern Joint Computer Conference.
Il a trois enfants avec Lois Jean Kahl : Susan, Brian, et Gregory.